# Phyllobrostis fregenella
Phyllobrostis fregenella is een vlinder uit de familie sneeuwmotten (Lyonetiidae). De wetenschappelijke naam is voor het eerst geldig gepubliceerd in 1941 door Hartig.
De soort komt voor in Europa.